# Pallacanestro Olimpia Milano 1996-1997
Questa voce raccoglie le informazioni riguardanti la Pallacanestro Olimpia Milano nelle competizioni ufficiali della stagione 1996-1997.

## Stagione

Il play milanese Ferdinando Gentile, protagonista di un grave infortunio a metà stagione.

La stagione 1996-1997 vede una nuova guida tecnica all’Olimpia: Bogdan Tanjević ha lasciato per allenare in Francia, sicché viene ingaggiato Franco Marcelletti proveniente dalla Mash Verona.
La stagione inizia con alcuni turni di Coppa Italia che vedono l’Olimpia eliminare Rimini e Pistoia e qualificarsi alla successiva final four. Il 15 settembre 1996 si disputa al Forum di Assago la Supercoppa italiana che vede i milanesi, in qualità di vincitori dello scudetto, affrontare Verona, finalista della Coppa Italia vinta dall'Olimpia alcuni mesi prima: la partita vede i veneti vincere per 72 a 79, aggiudicandosi il trofeo.
Il prosieguo della stagione vede la Stefanel disputare la regular season del campionato e l'Eurolega, ed è caratterizzata dall’infortunio subìto da Ferdinando Gentile il 16 gennaio 1997 nella partita contro il Olympiakos, che provoca la fine della sua stagione agonistica. Al termine della regular season del campionato l'Olimpia si posiziona al quarto posto (16 partite vinte su 26) dopo Treviso e le due squadre di Bologna.
Prima della disputa dei play-off si svolgono le final four di Coppa Italia a Casalecchio di Reno, che vedono il 21 marzo 1997 la Stefanel incontrare in semifinale Cantù venendo battuta 69 a 74; l'esperienza si conclude il giorno successivo con la vittoria su Verona 70 a 68, nella finale per il terzo posto.
Nella competizione europea i milanesi superano al primo posto sia il girone della prima fase sia quello della seconda fase, qualificandosi per gli ottavi di finale dove eliminano in tre partite la Virtus Bologna. Nei quarti affrontano gli sloveni dell'Olimpia di Lubiana: dopo aver vinto ciascuno la partita casalinga il 3 aprile 1997 viene disputata la bella ad Assago che vede gli sloveni battere la Stefanel 61 a 77, eliminandola.
Pochi giorni dopo l’eliminazione in Eurolega cominciano i play-off scudetto per la Stefanel, che nei quarti deve affrontare Verona, nell'ennesimo confronto stagionale tra le due squadre. Dopo aver vinto la prima partita in casa, il quintetto milanese perde la successiva a Verona e la terza in Lombardia; si arriva così alla quarta che viene disputata in Veneto il 12 aprile, e che vede i veronesi vincere per un punto (76 a 77) eliminando l'Olimpia.

## Maglie
Il fornitore ufficiale del materiale tecnico per la stagione 1996-1997 è stata Adidas.

## Roster
| Stefanel Milano 1996-97 | Stefanel Milano 1996-97 |
| Giocatori               | Staff tecnico           |
| ----------------------- | ----------------------- |

| N. | Naz.                                    | Ruolo | Nome                   | Anno | Alt.   | Peso   |  |
| -- | --------------------------------------- | ----- | ---------------------- | ---- | ------ | ------ |  |
| -  | Italia (bandiera)                       | G     | Marco Mordente         | 1979 | 190 cm | 88 kg  |  |
| -  | Italia (bandiera)                       | C     | Andrea Michelori       | 1978 | 202 cm | 112 kg |  |
| -  | Grecia (bandiera)                       | P     | Giōrgos Kalaitzīs      | 1976 | 195 cm | 100 kg |  |
| -  | Italia (bandiera)                       | A     | Davide Montanaro       | 1979 | 203 cm | 90 kg  |  |
| 5  | Italia (bandiera)                       | P     | Ferdinando Gentile (C) | 1967 | 190 cm | 85 kg  |  |
| 6  | Italia (bandiera)                       | G     | Flavio Portaluppi      | 1971 | 188 cm | 88 kg  |  |
| 7  | Slovenia (bandiera) · Italia (bandiera) | AC    | Gregor Fučka           | 1971 | 215 cm | 98 kg  |  |
| 9  | Italia (bandiera)                       | A     | Alessandro De Pol      | 1972 | 204 cm | 105 kg |  |
| 10 | Italia (bandiera)                       | G     | Marco Spangaro         | 1969 | 195 cm | 90 kg  |  |
| 11 | Italia (bandiera)                       | AC    | Matteo Nobile          | 1973 | 207 cm | 102 kg |  |
| 12 | Stati Uniti (bandiera)                  | C     | Warren Kidd            | 1970 | 206 cm | 113 kg |  |
| 13 | Italia (bandiera)                       | GA    | Marco Sambugaro        | 1971 | 196 cm | 89 kg  |  |
| 14 | Italia (bandiera)                       | C     | Davide Cantarello      | 1968 | 214 cm | 108 kg |  |
| 15 | Stati Uniti (bandiera)                  | GA    | Anthony Bowie          | 1963 | 198 cm | 88 kg  |  |
| 16 | Italia (bandiera)                       | C     | Enrico Degli Agosti    | 1974 | 208 cm | 100 kg |  |

| Allenatore                                                                 |
| - Franco Marcelletti                                                       |
| Assistente/i                                                               |
| - Marco Crespi Legenda - (C) Capitano - (IN) Inattivo - Infortunato Roster |

## Mercato

### Sessione estiva
| Acquisti | Acquisti            | Acquisti          | Acquisti      | Acquisti |
| R.       | Nome                | da                | Modalità      |          |
| -------- | ------------------- | ----------------- | ------------- | -------- |
| GA       | Anthony Bowie       | Orlando Magic     | svincolato    |          |
| C        | Warren Kidd         | Siviglia          | svincolato    |          |
| G        | Marco Spangaro      | Viola R. Calabria | svincolato    |          |
| A        | Enrico Degli Agosti | Dinamo Sassari    | fine prestito |          |

| Cessioni | Cessioni         | Cessioni    | Cessioni       | Cessioni |
| R.       | Nome             | a           | Modalità       |          |
| -------- | ---------------- | ----------- | -------------- | -------- |
| G        | Rolando Blackman | CSP Limoges | fine contratto |          |
| AP       | Dejan Bodiroga   | Real Madrid | fine contratto |          |
| C        | Paolo Alberti    | Peristeri   | fine contratto |          |

### Dopo l'inizio della stagione
| Acquisti | Acquisti          | Acquisti  | Acquisti        | Acquisti   |
| R.       | Nome              | da        | Data            | Modalità   |
| -------- | ----------------- | --------- | --------------- | ---------- |
| P        | Giōrgos Kalaitzīs | Paniōnios | gennaio 1997    | svincolato |
| AC       | Matteo Nobile     | Scaligera | 20 gennaio 1997 | prestito   |

| Cessioni | Cessioni            | Cessioni       | Cessioni        | Cessioni   |
| R.       | Nome                | a              | Data            | Modalità   |
| -------- | ------------------- | -------------- | --------------- | ---------- |
| A        | Enrico Degli Agosti | Pall. Reggiana | 30 gennaio 1997 | definitivo |

## Risultati

### Serie A

#### Stagione regolare

##### Girone d'andata
| Assago 22 settembre 1996 1ª giornata          | Olimpia Milano | 92 – 73 referto | Libertas Forlì | Forum di Milano |
| Franco Marcelletti Allenatori Massimo Mangano |                |                 |                |                 |
|                                               |                |                 |                |                 |
| Franco Marcelletti                            | Allenatori     | Massimo Mangano |                |                 |

| Reggio Calabria 29 settembre 1996 2ª giornata | Viola R. Calabria | 75 – 97 referto    | Olimpia Milano | PalaCalafiore |
| Gaetano Gebbia Allenatori Franco Marcelletti  |                   |                    |                |               |
|                                               |                   |                    |                |               |
| Gaetano Gebbia                                | Allenatori        | Franco Marcelletti |                |               |

| Assago 6 ottobre 1996 3ª giornata           | Olimpia Milano | 92 – 69 referto | V.L. Pesaro | Forum di Milano |
| Franco Marcelletti Allenatori Antonio Zorzi |                |                 |             |                 |
|                                             |                |                 |             |                 |
| Franco Marcelletti                          | Allenatori     | Antonio Zorzi   |             |                 |

| Pistoia 13 ottobre 1996 4ª giornata         | Olimpia Pistoia | 68 – 78 referto    | Olimpia Milano | PalaCarrara |
| Massimo Friso Allenatori Franco Marcelletti |                 |                    |                |             |
|                                             |                 |                    |                |             |
| Massimo Friso                               | Allenatori      | Franco Marcelletti |                |             |

| Roma 20 ottobre 1996 5ª giornata           | Virtus Roma | 88 – 82 referto    | Olimpia Milano | Palazzetto dello Sport |
| Attilio Caja Allenatori Franco Marcelletti |             |                    |                |                        |
|                                            |             |                    |                |                        |
| Attilio Caja                               | Allenatori  | Franco Marcelletti |                |                        |

| Assago 24 ottobre 1996 6ª giornata                | Olimpia Milano | 87 – 83 referto     | Pall. Cantù | Forum di Milano |
| Franco Marcelletti Allenatori Gianfranco Lombardi |                |                     |             |                 |
|                                                   |                |                     |             |                 |
| Franco Marcelletti                                | Allenatori     | Gianfranco Lombardi |             |                 |

| Trieste 27 ottobre 1996 7ª giornata        | Pall. Trieste | 71 – 95 referto    | Olimpia Milano | PalaTrieste |
| Furio Steffè Allenatori Franco Marcelletti |               |                    |                |             |
|                                            |               |                    |                |             |
| Furio Steffè                               | Allenatori    | Franco Marcelletti |                |             |

| Assago 3 novembre 1996 8ª giornata          | Olimpia Milano | 89 – 76 referto | Virtus Bologna | Forum di Milano |
| Franco Marcelletti Allenatori Alberto Bucci |                |                 |                |                 |
|                                             |                |                 |                |                 |
| Franco Marcelletti                          | Allenatori     | Alberto Bucci   |                |                 |

| Varese 10 novembre 1996 9ª giornata           | Pall. Varese | 80 – 81 referto    | Olimpia Milano | Palasport Lino Oldrini |
| Edoardo Rusconi Allenatori Franco Marcelletti |              |                    |                |                        |
|                                               |              |                    |                |                        |
| Edoardo Rusconi                               | Allenatori   | Franco Marcelletti |                |                        |

| Assago 17 novembre 1996 10ª giornata          | Olimpia Milano | 86 – 79 referto | Mens Sana Siena | Forum di Milano |
| Franco Marcelletti Allenatori Cesare Pancotto |                |                 |                 |                 |
|                                               |                |                 |                 |                 |
| Franco Marcelletti                            | Allenatori     | Cesare Pancotto |                 |                 |

| Villorba 24 novembre 1996 11ª giornata      | Pall. Treviso | 74 – 71 referto    | Olimpia Milano | PalaVerde |
| Mike D'Antoni Allenatori Franco Marcelletti |               |                    |                |           |
|                                             |               |                    |                |           |
| Mike D'Antoni                               | Allenatori    | Franco Marcelletti |                |           |

| Assago 1 dicembre 1996 12ª giornata             | Olimpia Milano | 79 – 65 referto   | Fortitudo Bologna | Forum di Milano |
| Franco Marcelletti Allenatori Valerio Bianchini |                |                   |                   |                 |
|                                                 |                |                   |                   |                 |
| Franco Marcelletti                              | Allenatori     | Valerio Bianchini |                   |                 |

| Verona 8 dicembre 1996 13ª giornata        | Scaligera  | 80 – 96 referto    | Olimpia Milano | PalaOlimpia |
| Phil Melillo Allenatori Franco Marcelletti |            |                    |                |             |
|                                            |            |                    |                |             |
| Phil Melillo                               | Allenatori | Franco Marcelletti |                |             |

##### Girone di ritorno
| Forlì 15 dicembre 1996 14ª giornata               | Libertas Forlì | 82 – 74 referto    | Olimpia Milano | PalaGalassi |
| Stefano Pillastrini Allenatori Franco Marcelletti |                |                    |                |             |
|                                                   |                |                    |                |             |
| Stefano Pillastrini                               | Allenatori     | Franco Marcelletti |                |             |

| Assago 22 dicembre 1996 15ª giornata         | Olimpia Milano | 81 – 79 referto | Viola R. Calabria | Forum di Milano |
| Franco Marcelletti Allenatori Gaetano Gebbia |                |                 |                   |                 |
|                                              |                |                 |                   |                 |
| Franco Marcelletti                           | Allenatori     | Gaetano Gebbia  |                   |                 |

| Pesaro 5 gennaio 1997 16ª giornata            | V.L. Pesaro | 86 – 80 referto    | Olimpia Milano | Vitrifrigo Arena |
| Stefano Bizzozi Allenatori Franco Marcelletti |             |                    |                |                  |
|                                               |             |                    |                |                  |
| Stefano Bizzozi                               | Allenatori  | Franco Marcelletti |                |                  |

| Assago 12 gennaio 1997 17ª giornata         | Olimpia Milano | 82 – 70 referto | Olimpia Pistoia | Forum di Milano |
| Franco Marcelletti Allenatori Massimo Friso |                |                 |                 |                 |
|                                             |                |                 |                 |                 |
| Franco Marcelletti                          | Allenatori     | Massimo Friso   |                 |                 |

| Assago 19 gennaio 1997 18ª giornata        | Olimpia Milano | 83 – 70 referto | Virtus Roma | Forum di Milano |
| Franco Marcelletti Allenatori Attilio Caja |                |                 |             |                 |
|                                            |                |                 |             |                 |
| Franco Marcelletti                         | Allenatori     | Attilio Caja    |             |                 |

| Cucciago 26 gennaio 1997 19ª giornata             | Pall. Cantù | 64 – 52 referto    | Olimpia Milano | PalaPianella |
| Gianfranco Lombardi Allenatori Franco Marcelletti |             |                    |                |              |
|                                                   |             |                    |                |              |
| Gianfranco Lombardi                               | Allenatori  | Franco Marcelletti |                |              |

| Assago 2 febbraio 1997 20ª giornata        | Olimpia Milano | 85 – 75 referto | Pall. Trieste | Forum di Milano |
| Franco Marcelletti Allenatori Furio Steffè |                |                 |               |                 |
|                                            |                |                 |               |                 |
| Franco Marcelletti                         | Allenatori     | Furio Steffè    |               |                 |

| Casalecchio di Reno 9 febbraio 1997 21ª giornata | Virtus Bologna | 97 – 75 referto    | Olimpia Milano | Unipol Arena |
| Alberto Bucci Allenatori Franco Marcelletti      |                |                    |                |              |
|                                                  |                |                    |                |              |
| Alberto Bucci                                    | Allenatori     | Franco Marcelletti |                |              |

| Assago 16 febbraio 1997 22ª giornata          | Olimpia Milano | 77 – 79 referto | Pall. Varese | Forum di Milano |
| Franco Marcelletti Allenatori Edoardo Rusconi |                |                 |              |                 |
|                                               |                |                 |              |                 |
| Franco Marcelletti                            | Allenatori     | Edoardo Rusconi |              |                 |

| Siena 2 marzo 1997 23ª giornata               | Mens Sana Siena | 72 – 67 referto    | Olimpia Milano | PalaEstra |
| Cesare Pancotto Allenatori Franco Marcelletti |                 |                    |                |           |
|                                               |                 |                    |                |           |
| Cesare Pancotto                               | Allenatori      | Franco Marcelletti |                |           |

| Assago 9 marzo 1997 24ª giornata            | Olimpia Milano | 85 – 83 referto | Pall. Treviso | Forum di Milano |
| Franco Marcelletti Allenatori Mike D'Antoni |                |                 |               |                 |
|                                             |                |                 |               |                 |
| Franco Marcelletti                          | Allenatori     | Mike D'Antoni   |               |                 |

| Bologna 16 marzo 1997 25ª giornata              | Fortitudo Bologna | 87 – 69 referto    | Olimpia Milano | PalaDozza |
| Valerio Bianchini Allenatori Franco Marcelletti |                   |                    |                |           |
|                                                 |                   |                    |                |           |
| Valerio Bianchini                               | Allenatori        | Franco Marcelletti |                |           |

| Assago 19 marzo 1997 26ª giornata           | Olimpia Milano | 66 – 77 referto | Scaligera | Forum di Milano |
| Franco Marcelletti Allenatori Andrea Mazzon |                |                 |           |                 |
|                                             |                |                 |           |                 |
| Franco Marcelletti                          | Allenatori     | Andrea Mazzon   |           |                 |

#### Play-off

##### Quarti di finale
| Assago 6 aprile 1997 Gara 1                 | Olimpia Milano | 82 – 75 referto | Scaligera | Forum di Milano |
| Franco Marcelletti Allenatori Andrea Mazzon |                |                 |           |                 |
|                                             |                |                 |           |                 |
| Franco Marcelletti                          | Allenatori     | Andrea Mazzon   |           |                 |

| Verona 8 aprile 1997 Gara 2                 | Scaligera  | 93 – 84 referto    | Olimpia Milano | PalaOlimpia |
| Andrea Mazzon Allenatori Franco Marcelletti |            |                    |                |             |
|                                             |            |                    |                |             |
| Andrea Mazzon                               | Allenatori | Franco Marcelletti |                |             |

| Assago 10 aprile 1997 Gara 3                | Olimpia Milano | 75 – 91 referto | Scaligera | Forum di Milano |
| Franco Marcelletti Allenatori Andrea Mazzon |                |                 |           |                 |
|                                             |                |                 |           |                 |
| Franco Marcelletti                          | Allenatori     | Andrea Mazzon   |           |                 |

| Verona 12 aprile 1997 Gara 4                | Scaligera  | 77 – 76 referto    | Olimpia Milano | PalaOlimpia |
| Andrea Mazzon Allenatori Franco Marcelletti |            |                    |                |             |
|                                             |            |                    |                |             |
| Andrea Mazzon                               | Allenatori | Franco Marcelletti |                |             |

### FIBA Eurolega

#### Prima fase
| Arbitri: | Mikhail Davydov Eduardo Sancha |

|                 |            |                    |
| Ercüment Sunter | Allenatori | Franco Marcelletti |

| Arbitri: | Viliam Koller Tomislav Jovancic |

|                 |            |                    |
| Bogdan Tanjević | Allenatori | Franco Marcelletti |

| Arbitri: | Iztok Rems William Jones |

|           |            |                    |
| Zvi Sherf | Allenatori | Franco Marcelletti |

| Arbitri: | Miguel Betancor Tihomir Bubalo |

|                    |            |                  |
| Franco Marcelletti | Allenatori | Stanislav Erëmin |

| Arbitri: | Romualdas Brazauskas Kamen Toshev |

|                    |            |                          |
| Franco Marcelletti | Allenatori | Euthymīs Kioumourtzoglou |

| Arbitri: | Efim Resser Virginijus Dovidavicius |

|                    |            |                 |
| Franco Marcelletti | Allenatori | Ercüment Sunter |

| Assago 14 novembre 1996 7ª giornata           | Olimpia Milano | 79 – 66 referto | CSP Limoges | Forum di Milano |
| Franco Marcelletti Allenatori Bogdan Tanjević |                |                 |             |                 |
|                                               |                |                 |             |                 |
| Franco Marcelletti                            | Allenatori     | Bogdan Tanjević |             |                 |

| Arbitri: | Alan Richardson Dubravko Muhvic |

|                    |            |           |
| Franco Marcelletti | Allenatori | Zvi Sherf |

| Arbitri: | Zoran Grbac Marek Nowicki |

|                  |            |                    |
| Stanislav Erëmin | Allenatori | Franco Marcelletti |

| Atene 12 dicembre 1996 10ª giornata                    | Paniōnios  | 79 – 86 referto    | Olimpia Milano |  |
| Euthymīs Kioumourtzoglou Allenatori Franco Marcelletti |            |                    |                |  |
|                                                        |            |                    |                |  |
| Euthymīs Kioumourtzoglou                               | Allenatori | Franco Marcelletti |                |  |

#### Seconda fase
| Arbitri: | Goran Radonjic Juan Redondo |

|                |            |                    |
| Giovanni Bozzi | Allenatori | Franco Marcelletti |

| Arbitri: | Iztok Rems Bruno Vauthier |

|                    |            |               |
| Franco Marcelletti | Allenatori | Dušan Ivković |

| Arbitri: | Carl Jungebrand Petr Sudek |

|                 |            |                    |
| Svetislav Pešić | Allenatori | Franco Marcelletti |

| Arbitri: | Krzysztof Koralewski Goran Radonjic |

|                    |            |                |
| Franco Marcelletti | Allenatori | Giovanni Bozzi |

| Arbitri: | Bruno Gasperin Romualdas Brazauskas |

|               |            |                    |
| Dušan Ivković | Allenatori | Franco Marcelletti |

| Arbitri: | Vicente Sanchis Antonio Coelho |

|                    |            |                 |
| Franco Marcelletti | Allenatori | Svetislav Pešić |

#### Fase a eliminazione diretta
| Assago 6 marzo 1997 Ottavi di finale - Gara 1 | Olimpia Milano | 67 – 59       | Virtus Bologna | Forum di Milano |
| Franco Marcelletti Allenatori Alberto Bucci   |                |               |                |                 |
|                                               |                |               |                |                 |
| Franco Marcelletti                            | Allenatori     | Alberto Bucci |                |                 |

| Casalecchio di Reno 11 marzo 1997 Ottavi di finale - Gara 2 | Virtus Bologna | 83 – 76            | Olimpia Milano | Unipol Arena |
| Lino Frattin Allenatori Franco Marcelletti                  |                |                    |                |              |
|                                                             |                |                    |                |              |
| Lino Frattin                                                | Allenatori     | Franco Marcelletti |                |              |

| Assago 13 marzo 1997 Ottavi di finale - Gara 3 | Olimpia Milano | 78 – 76      | Virtus Bologna | Forum di Milano |
| Franco Marcelletti Allenatori Lino Frattin     |                |              |                |                 |
|                                                |                |              |                |                 |
| Franco Marcelletti                             | Allenatori     | Lino Frattin |                |                 |

| Assago 27 marzo 1997 Quarti di finale - Gara 1 | Olimpia Milano | 94 – 90       | Olimpija Lubiana | Forum di Milano |
| Franco Marcelletti Allenatori Zmago Sagadin    |                |               |                  |                 |
|                                                |                |               |                  |                 |
| Franco Marcelletti                             | Allenatori     | Zmago Sagadin |                  |                 |

| Lubiana 1 aprile 1997 Quarti di finale - Gara 2 | Olimpija Lubiana | 73 – 69            | Olimpia Milano | Hala Tivoli |
| Zmago Sagadin Allenatori Franco Marcelletti     |                  |                    |                |             |
|                                                 |                  |                    |                |             |
| Zmago Sagadin                                   | Allenatori       | Franco Marcelletti |                |             |

| Assago 3 aprile 1997 Quarti di finale - Gara 3 | Olimpia Milano | 61 – 77       | Olimpija Lubiana | Forum di Milano |
| Franco Marcelletti Allenatori Zmago Sagadin    |                |               |                  |                 |
|                                                |                |               |                  |                 |
| Franco Marcelletti                             | Allenatori     | Zmago Sagadin |                  |                 |

### Coppa Italia
| Rimini 3 settembre 1996 Ottavi di finale - Andata | Basket Rimini | 74 – 72 referto    | Olimpia Milano | PalaFlaminio |
| Piero Bucchi Allenatori Franco Marcelletti        |               |                    |                |              |
|                                                   |               |                    |                |              |
| Piero Bucchi                                      | Allenatori    | Franco Marcelletti |                |              |

| Milano 5 settembre 1996 Ottavi di finale - Ritorno | Olimpia Milano | 73 – 48 referto | Basket Rimini | Palalido |
| Franco Marcelletti Allenatori Piero Bucchi         |                |                 |               |          |
|                                                    |                |                 |               |          |
| Franco Marcelletti                                 | Allenatori     | Piero Bucchi    |               |          |

| Pistoia 8 settembre 1996 Quarti di finale - Andata | Olimpia Pistoia | 96 – 78 referto    | Olimpia Milano | PalaCarrara |
| Duško Vujošević Allenatori Franco Marcelletti      |                 |                    |                |             |
|                                                    |                 |                    |                |             |
| Duško Vujošević                                    | Allenatori      | Franco Marcelletti |                |             |

| Milano 12 settembre 1996 Quarti di finale - Ritorno | Olimpia Milano | 92 – 62 referto | Olimpia Pistoia | Palalido |
| Franco Marcelletti Allenatori Duško Vujošević       |                |                 |                 |          |
|                                                     |                |                 |                 |          |
| Franco Marcelletti                                  | Allenatori     | Duško Vujošević |                 |          |

| Casalecchio di Reno 21 marzo 1997 Semifinale      | Olimpia Milano | 69 – 74 referto     | Pall. Cantù | Unipol Arena |
| Franco Marcelletti Allenatori Gianfranco Lombardi |                |                     |             |              |
|                                                   |                |                     |             |              |
| Franco Marcelletti                                | Allenatori     | Gianfranco Lombardi |             |              |

| Casalecchio di Reno 22 marzo 1997 Finale 3° posto | Olimpia Milano | 70 – 68 referto | Scaligera | Unipol Arena |
| Franco Marcelletti Allenatori Andrea Mazzon       |                |                 |           |              |
|                                                   |                |                 |           |              |
| Franco Marcelletti                                | Allenatori     | Andrea Mazzon   |           |              |

### Supercoppa Italiana
| Arbitri: | Cazzaro (Venezia) D'Este (Venezia) |

|                      |            |                    |
| Galanda 21           | Punti      | 22 Portaluppi      |
| Bullara, Iuzzolino 1 | Assist     | 2 Gentile          |
| Galanda, Keys 9      | Rimbalzi   | 6 Fučka            |
| Phil Melillo         | Allenatori | Franco Marcelletti |

## Statistiche

### Statistiche giocatori
Fonte: Campionato, Coppa Italia

Fonte Fiba Eurolega
| Giocatore       | Serie A | Serie A | Serie A | Serie A | Serie A Playoff | Serie A Playoff | Serie A Playoff | Serie A Playoff | Coppa Italia+Supercoppa | Coppa Italia+Supercoppa | Coppa Italia+Supercoppa | Coppa Italia+Supercoppa | Eurolega | Eurolega | Eurolega | Eurolega | Totale | Totale | Totale | Totale |
| Giocatore       | PG      | PTI     | AST     | RIM     | PG              | PTI             | AST             | RIM             | PG                      | PTI                     | AST                     | RIM                     | PG       | PTI      | AST      | RIM      | PG     | PTI    | AST    | RIM    |
| --------------- | ------- | ------- | ------- | ------- | --------------- | --------------- | --------------- | --------------- | ----------------------- | ----------------------- | ----------------------- | ----------------------- | -------- | -------- | -------- | -------- | ------ | ------ | ------ | ------ |
| A. Bowie        | 26      | 385     | 53      | 105     | 2               | 28              | 3               | 4               | ?+?                     | ?+?                     | ?+?                     | ?+?                     | 22       | 329      | 39       | 85       | 50     | 742    | 95     | 194    |
| D. Cantarello   | 25      | 62      | 3       | 48      | 2               | 1               | 0               | 3               | ?+?                     | ?+?                     | ?+?                     | ?+?                     | 19       | 61       | 2        | 41       | 46     | 124    | 5      | 92     |
| A. De Pol       | 26      | 191     | 13      | 97      | 4               | 22              | 7               | 9               | ?+?                     | ?+?                     | ?+?                     | ?+?                     | 22       | 190      | 10       | 87       | 52     | 403    | 30     | 193    |
| E. Degli Agosti | 5       | 7       | 0       | 1       | -               | -               | -               | -               | ?+?                     | ?+?                     | ?+?                     | ?+?                     | -        | -        | -        | -        | 5      | 7      | 0      | 1      |
| G. Fučka        | 25      | 452     | 16      | 197     | 4               | 74              | 5               | 21              | ?+?                     | ?+?                     | ?+?                     | ?+?                     | 22       | 344      | 10       | 131      | 51     | 870    | 31     | 349    |
| F. Gentile      | 14      | 179     | 42      | 44      | -               | -               | -               | -               | ?+?                     | ?+?                     | ?+?                     | ?+?                     | 11       | 105      | 32       | 28       | 25     | 284    | 74     | 72     |
| G. Kalaitzīs    | 4       | 22      | 2       | 6       | 4               | 16              | 1               | 6               | ?+?                     | ?+?                     | ?+?                     | ?+?                     | -        | -        | -        | -        | 8      | 38     | 3      | 12     |
| W. Kidd         | 26      | 315     | 28      | 229     | 4               | 53              | 3               | 45              | ?+?                     | ?+?                     | ?+?                     | ?+?                     | 22       | 304      | 21       | 233      | 52     | 672    | 52     | 507    |
| A. Michelori    | 0       | 0       | 0       | 0       | -               | -               | -               | -               | ?+?                     | ?+?                     | ?+?                     | ?+?                     | 3        | 0        | 1        | 0        | 3      | 0      | 1      | 0      |
| D. Montanaro    | 0       | 0       | 0       | 0       | -               | -               | -               | -               | ?+?                     | ?+?                     | ?+?                     | ?+?                     | -        | -        | -        | -        | 0      | 0      | 0      | 0      |
| M. Mordente     | 3       | 3       | 0       | 0       | -               | -               | -               | -               | ?+?                     | ?+?                     | ?+?                     | ?+?                     | -        | -        | -        | -        | 3      | 3      | 0      | 0      |
| M. Nobile       | 6       | 21      | 0       | 8       | 3               | 31              | 1               | 4               | ?+?                     | ?+?                     | ?+?                     | ?+?                     | -        | -        | -        | -        | 9      | 52     | 1      | 12     |
| F. Portaluppi   | 22      | 301     | 10      | 43      | 4               | 44              | 3               | 9               | ?+?                     | ?+?                     | ?+?                     | ?+?                     | 19       | 194      | 17       | 39       | 45     | 539    | 30     | 91     |
| M. Sambugaro    | 25      | 132     | 4       | 24      | 4               | 40              | 1               | 6               | ?+?                     | ?+?                     | ?+?                     | ?+?                     | 19       | 110      | 6        | 9        | 48     | 282    | 11     | 39     |
| M. Spangaro     | 22      | 31      | 7       | 26      | 4               | 8               | 3               | 8               | ?+?                     | ?+?                     | ?+?                     | ?+?                     | 17       | 42       | 4        | 20       | 43     | 81     | 14     | 54     |